# 町田洋 (火山学者)
町田 洋（まちだ ひろし、1933年 - ）は、日本の地理学者、火山学者。旧・東京都立大学名誉教授。元日本第四紀学会会長。

## 来歴
1957年、東京大学理学部地学科地理学専攻卒業。1959年、東京大学大学院数物系研究科地理学専攻修士課程修了。1963年、学位論文「日本における山地の侵蝕過程に関する地形学的研究」で東京大学より理学博士の学位を取得。
過去の火山噴火が自然や人間に与えた影響を主に研究している。日本の火山灰編年学（テフロクロノロジー）の第一人者。山地における大規模崩壊の研究の後、関東ローム層の研究や姶良Tn火山灰、鬼界アカホヤ火山灰といった広域テフラを調査発見し、広域テフラの編年を行った。
相模原市立博物館に長年の研究で収集したテフラ標本約6,000点が寄贈されている。

## 著書
- 町田洋　『火山灰は語る - 火山と平野の自然史』　蒼樹書房、1977年、ISBN 4-7891-1017-6。
- 町田洋他　『地層の知識 - 第四紀をさぐる』　東京美術〈考古学シリーズ8〉、1986年、ISBN 4-8087-0314-9。
- 佐藤久・町田洋編　『総観地理学講座6 地形学』　朝倉書店、1990年、ISBN 4-254-16606-0。
- 町田洋・新井房夫　『火山灰アトラス - 日本列島とその周辺』　東京大学出版会、1992年、ISBN 4-13-066700-9。
- 町田洋・森脇広編　『文明と環境3 火山噴火と環境・文明』　思文閣出版、1994年、ISBN 4-7842-0844-5。
- 速水融・町田洋編　『講座・文明と環境 第7巻 人口・疫病・災害』　朝倉書店、1995年、ISBN 4-254-10557-6。
- 町田洋・小島圭二編　『日本の自然8 自然の猛威』　岩波書店、1996年、ISBN 4-00-007968-9。
- 町田洋・白尾元理　『写真でみる火山の自然史』　東京大学出版会、1998年、ISBN 4-13-060719-7。
- 町田洋・新井房夫・森脇広　『地層の知識 - 第四紀をさぐる 改訂新版』　東京美術〈基礎の考古学〉、2000年、ISBN 4-8087-0691-1。
- 小池一之・町田洋編　『日本の海成段丘アトラス』　東京大学出版会、2001年、ISBN 4-13-060735-9。
- 町田洋他編　『日本の地形7 九州・南西諸島』　東京大学出版会、2001年、ISBN 4-13-064717-2。
- 町田洋他編著　『第四紀学』　朝倉書店、2003年、ISBN 4-254-16036-4。
- 町田洋・新井房夫　『新編火山灰アトラス − 日本列島とその周辺』　東京大学出版会、2003年、ISBN 4-13-060745-6。
- 町田洋・松田時彦・海津正倫・小泉武栄編　『日本の地形5 中部』　東京大学出版会、2006年、ISBN 4-13-064715-6。